# Noord-Athene
Noord-Athene (Grieks: Βόρειος Τομέας Αθηνών) is een periferie-district (perifereiaki enotita) in de Griekse regio Attica. Noord-Athene had 591.680 inwoners (2011).
Het periferie-district beslaat het noordoostelijke deel van de agglomeratie Athene.

## Plaatsen[2]
| Plaats         | Hoofdplaats (vroeger) | Postcode         | Gemeente                | Huidige hoofdplaats |
| -------------- | --------------------- | ---------------- | ----------------------- | ------------------- |
| Agia Paraskevi | Agia Paraskevi        | 153 41 - 43      | Agia Paraskevi (Athene) | Agia Paraskevi      |
| Amarousio      | Marousi               |                  | Amarousio               | Amarousio           |
| Chalandri      | Chalandri             | 152 31 - 35 + 38 | Chalandri               | Chalandri           |
| Cholargos      | Cholargos             | 155 61 + 62      | Papagou-Cholargos       | Cholargos           |
| Ekali          | Ekali                 | 145 78           | Kifisia                 | Kifisia             |
| Filothei       | Filothei              | 152 37           | Filothei-Psychiko       | Psychiko            |
| Irakleio       | Nea Irakleio          | 141 21 - 22      | Irakleio Attikis        | Irakleio            |
| Kifisia        | Kifisia               | 145 61 - 64      | Kifisia                 | Kifisia             |
| Lykovrysi      | Lykovrysi             | 141 23           | Lykovrysi-Pefki         | Pefki               |
| Melissia       | Melissia              | 151 27           | Penteli                 | Melissia            |
| Metamorfosi    | Koukouvaounes         | 144 51 + 52      | Metamorfosi             | Metamorfosi         |
| Nea Erythraia  | Nea Erythaia          | 146 71           | Kifisia                 | Kifisia             |
| Nea Ionia      | Nea Ionia             | 142 31 - 35      | Nea Ionia               | Nea Ionia           |
| Nea Penteli    | Nea Penteli           | 152 36           | Penteli                 | Melissia            |
| Neo Psychiko   | Neo Psychiko          | 154 51           | Filothei-Psychiko       | Psychiko            |
| Papagou        | Papagou               | 156 69           | Papagou-Cholargos       | Cholargos           |
| Pefki          | Pefki                 | 151 21           | Lykovrysi-Pefki         | Pefki               |
| Penteli        | Penteli               | 152 36           | Penteli                 | Melissia            |
| Psychiko       | Palaio Psychiko       | 154 52           | Filothei-Psychiko       | Psychiko            |
| Vrilissia      | Analipsi              | 152 35           | Vrilissia               | Vrilissia           |